# 캐시 다운즈

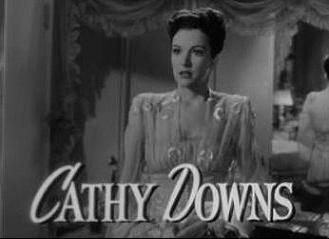

캐시 다운즈(Cathy Downs, 1924년 3월 3일 ~ 1976년 12월 8일)는 미국의 배우, 텔레비전 배우, 영화배우이다.
로스앤젤레스에서 사망하였다. 사인은 암이다.

## 영화
- 놀랍도록 거대한 남자 (1957년)
- 쉬 크리처 (1956년)
- 오클라호마 여인 (1956년)
- 팬텀 프럼 1만 리그 (1955년)
- 다크 코너 (1946년)
- 황야의 결투 (1946년)
- 다이아몬드 호슈즈 (1945년)
- 돌리 시스터스 (1945년)